# Oton Iveković
Oton Iveković (Klanjec, 1869. április 17. – Klanjec, 1939. július 4.) a horvát történeti festészet egyik legkiemelkedőbb alkotója.

## Élete
Zágrábban kezdett festeni Ferdo Quiquerez francia származású festőnél. A Zrínyi Péter búcsúja festményének első változatával felvételt nyert a Bécsi Képzőművészeti Akadémiára 1887-ben. Történelmi festészetet tanult August Eisenmenger, Christian Griepenkerl és Josef Matthias Trenkwald művésztanároknál. Itt kapta a Zrínyi-festő becenevet. 1893–ban Izidor Kršnjavi tanácsára a Münchenben folytatta tanulmányait a Képzőművészeti Akadémián Wilhelm Lindenschmitnél.
1894-ben a zágrábi tartományi kormány ösztöndíjával tanulhatott Karlsruhéban Ferdinand Keller festőnél. 1895-ben visszatért Zágrábba, és az Iparművészeti Iskolában tanított. Az 1896-os millenniumi kiállításon horvát városokról készített akvarellsorozattal vett részt. 1897-ben műtermet kapott Zágrábban, az Ilica utcában, és megnyitotta saját festőiskoláját. 1900-ban Párizsban, a világkiállításon is szerepeltek festményei.
1908-tól 1927-ig, nyugdíjba vonulásáig a Horvát Képzőművészeti Akadémia elődjében tanított. 1908-ban meghívást kapott a Kansas Cityben élő horvát közösségtől, hogy templomuk, a St. John The Baptist Church falfreskóit megfesse.
Marko Marulić Judita című epikus költeményét Mato Celestine Medović-csal együtt illusztrálta. August Šenoa Zlatarovo zlato (Az aranyműves aranya) művéhez is készített illusztrációkat. Aktívan vett részt a Matica hrvatska kulturális szervezet munkájában. Színházi jelmezek tervezésével is foglalkozott.
Falfreskói láthatók a desinići Szent Anna-kápolnában, a pozsegai Ávilai Szent Teréz-templomban (Pozsegai katedrális), Zágrábban a Horvát Történeti Intézetben (Zlatna dvorana - Hrvatski institut za povijest).
Az első világháborúban haditudósítóként járta a frontokat, rajzokat, vázlatokat készített a katonaéletről. A háború után eladta házát Zágrábban, megvásárolta és restauráltatta a veliki tabor-i várkastélyt. 1938-ig élt ott.

## Galéria

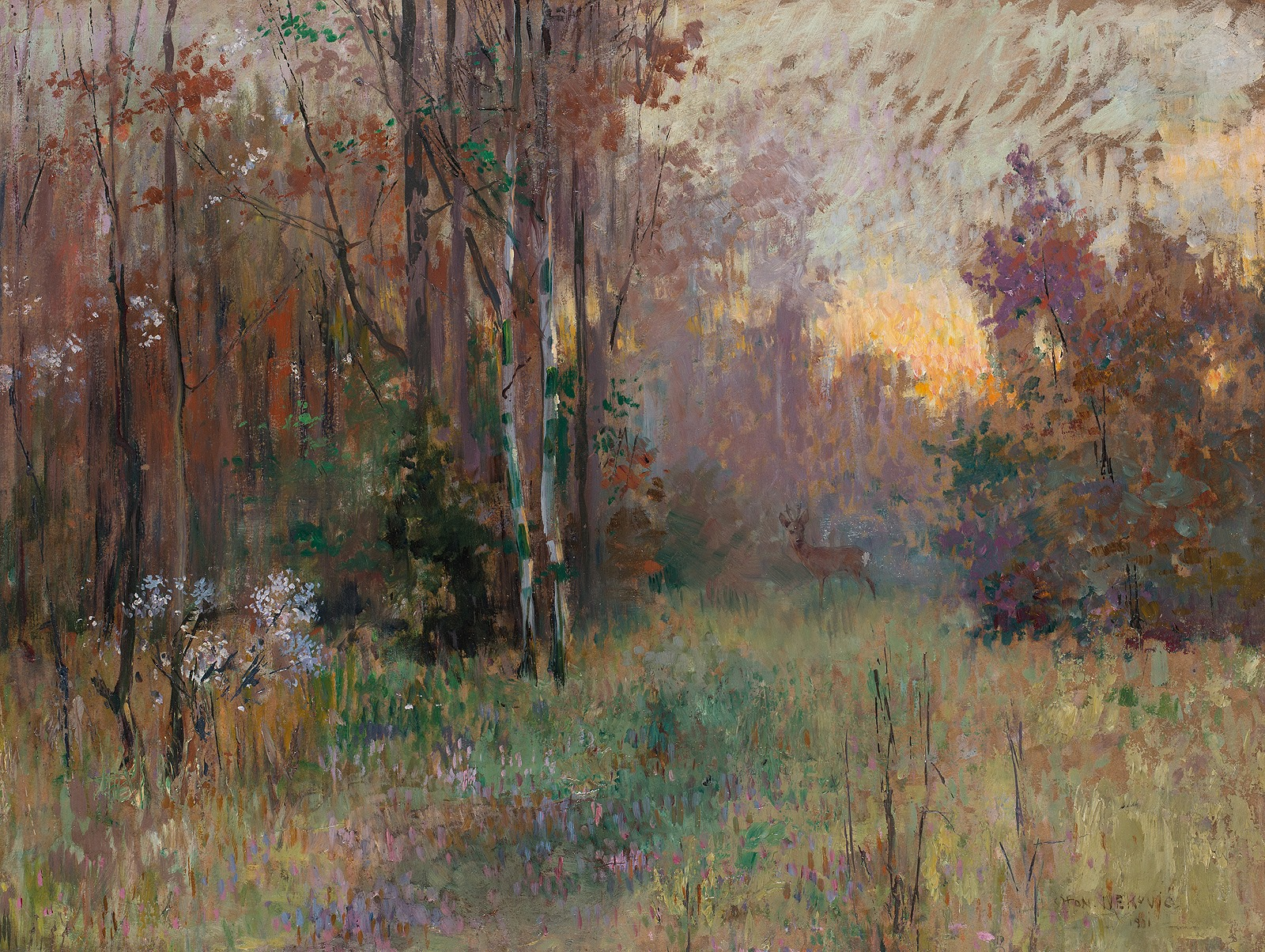
Krajna
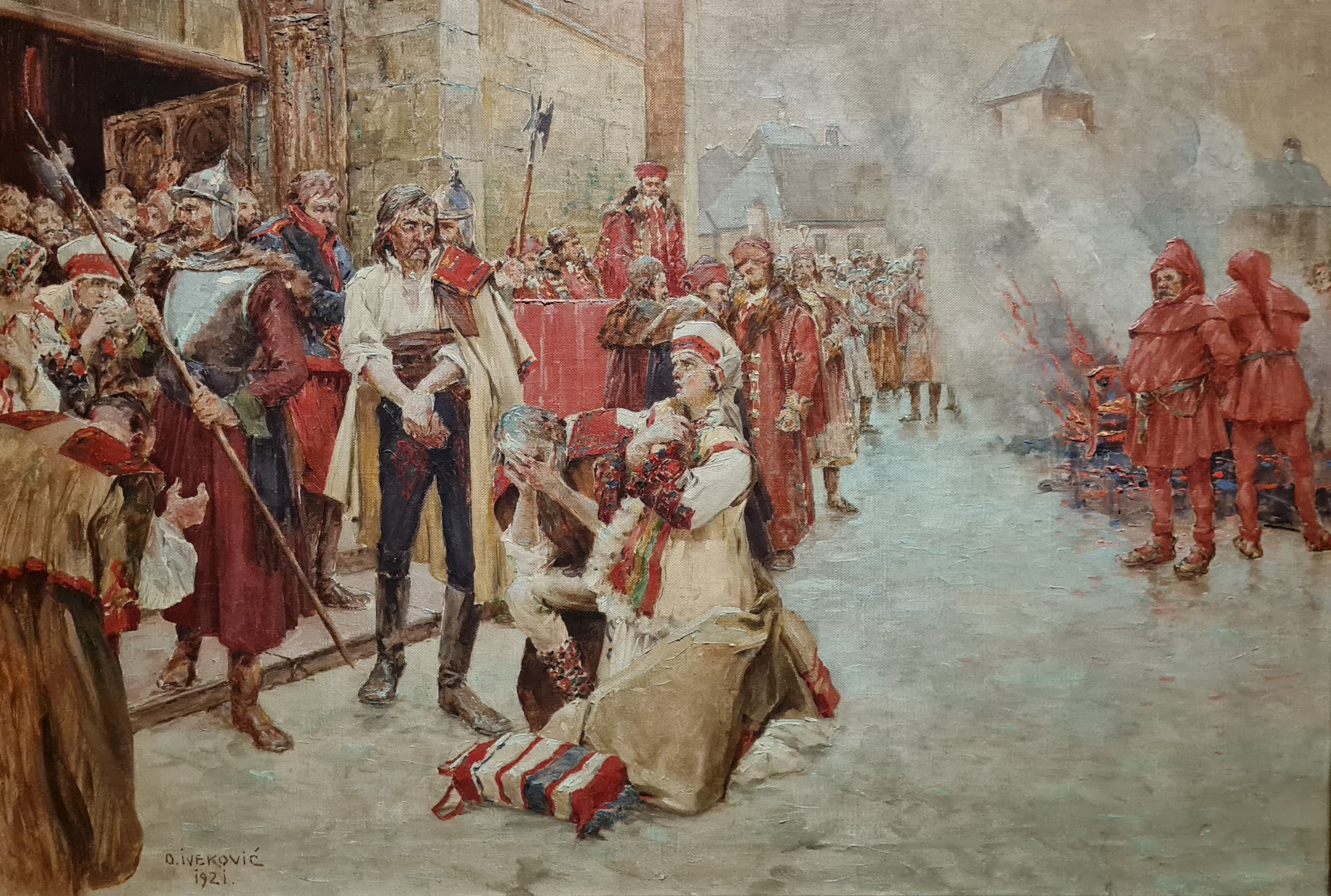
Gubecz Máté kivégzése
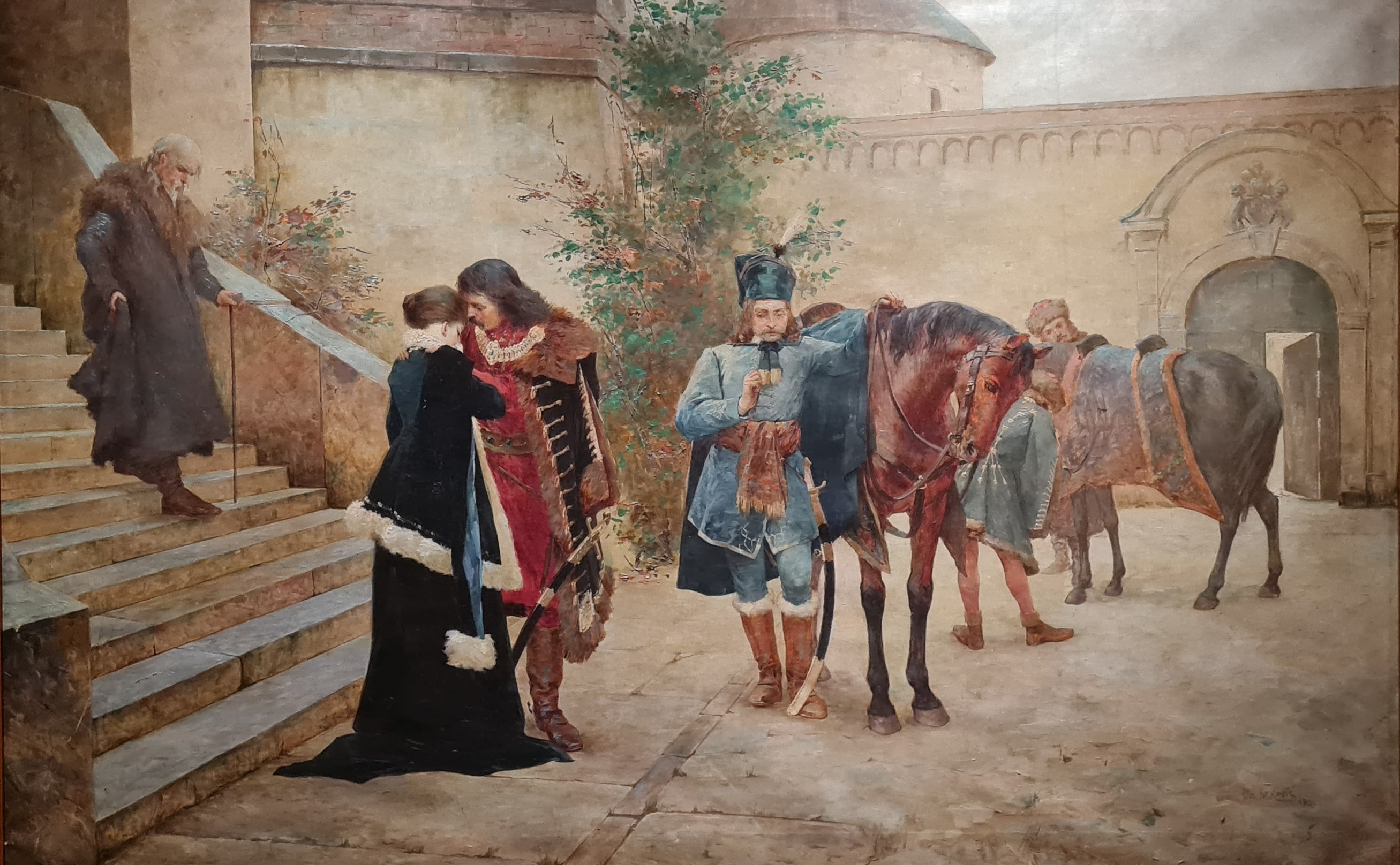
Zrínyi Péter búcsúja
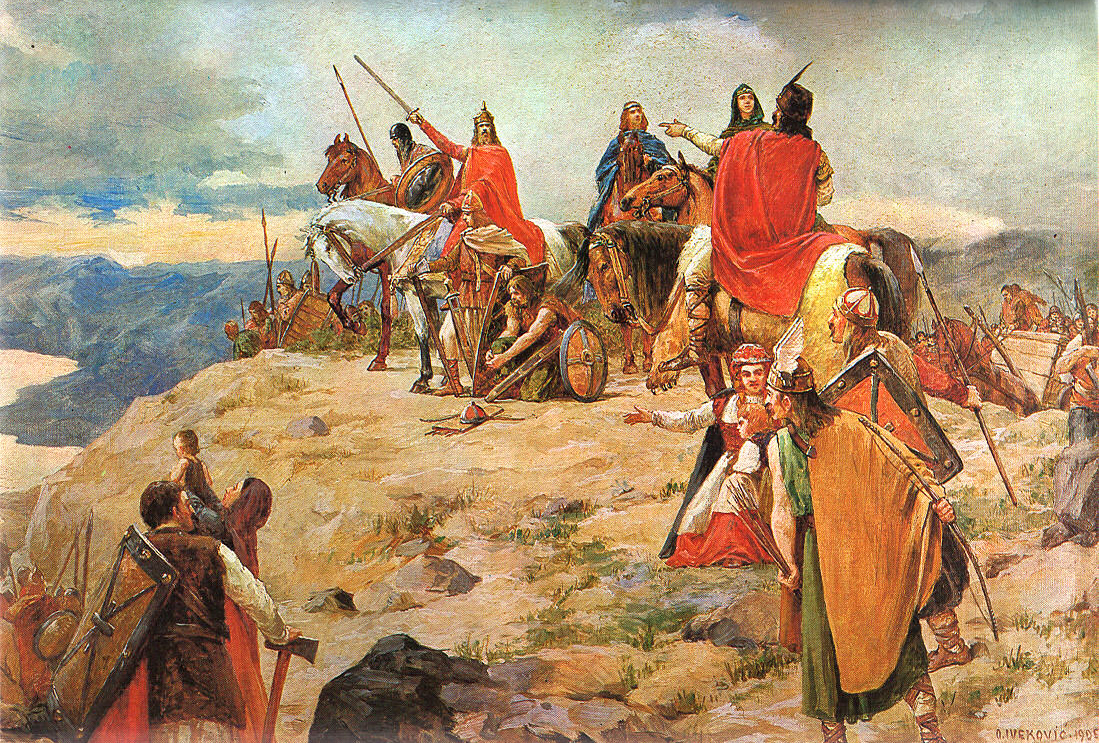
A honfoglaló horvátok elérik az Adriai-tengert
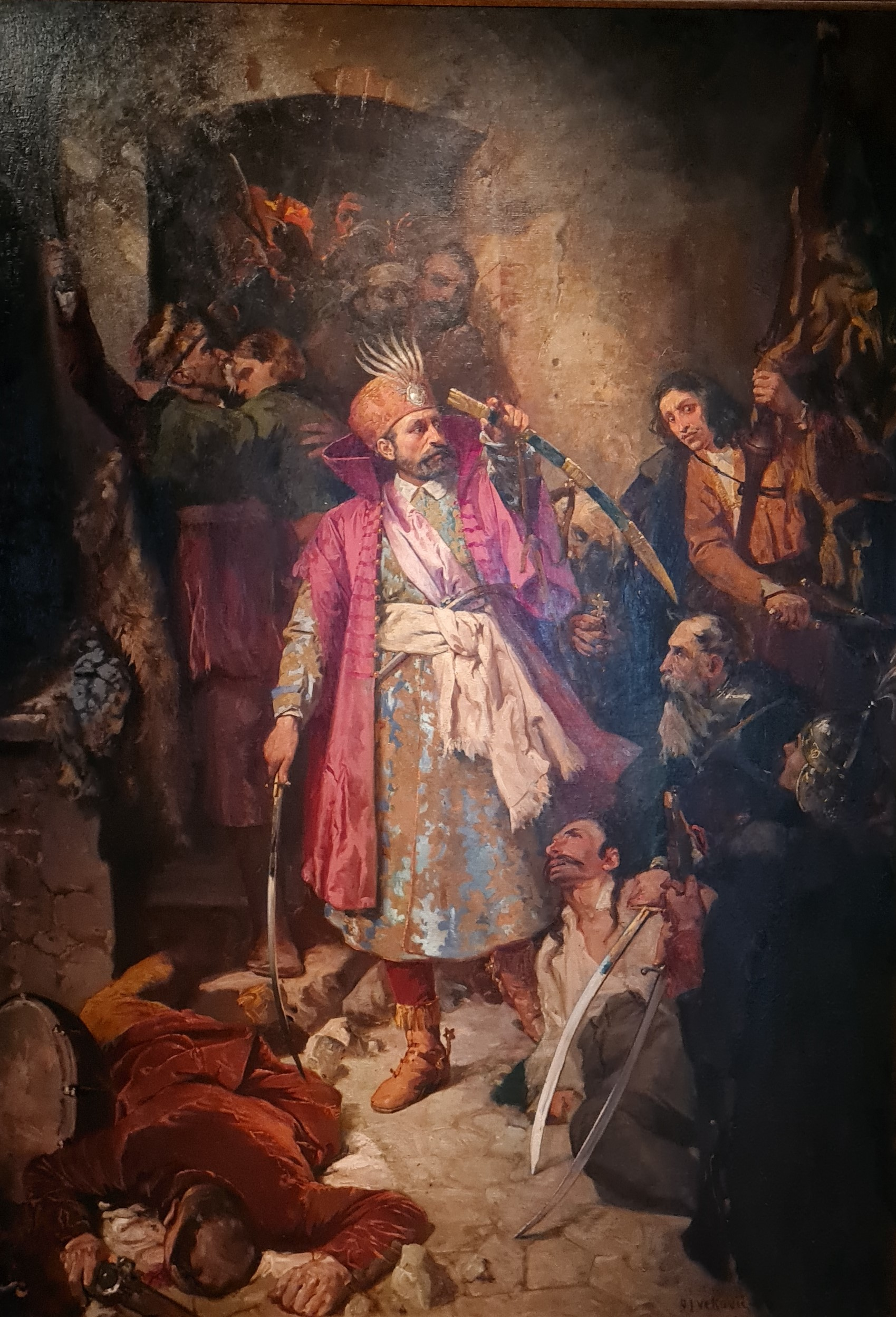
Zrínyi Miklós